# Guillaume Bergos
Pas d'image ? Cliquez ici

a Compétitions nationales et continentales officielles uniquement.

b Matchs officiels uniquement.
Guillaume Bergos, né le 2 octobre 1983 à Oloron-Sainte-Marie, est un joueur français de rugby à XV évoluant au poste de pilier. Il mesure 1,80 m pour 110 kg.

## Biographie
Depuis 2019, il joue au Montluçon rugby en Fédérale 3.

## Carrière

### Clubs successifs
- ? :  Stade navarrais (Fédérale 3)
- 0000-2003 :  AS Béziers
- 2003-2006 :  Biarritz olympique
- 2006-2011 :  US Colomiers
- 2011-2013 :  Montluçon rugby
- 2013- :  FC Moulins

## Palmarès

### En club
- Championnat de France de 1re division fédérale :
  - Champion : 2008 avec l'US Colomiers.

### En équipe nationale
- International -19 ans : participation au championnat du monde 2002 en Italie
- International -21 ans :
  - 2003 : participation au championnat du monde en Angleterre.
  - 2004 : participation au championnat du monde en Écosse.
- International universitaire :
  - 2005 : 1 sélection (Angleterre U).
  - 2006 : 3 sélections, capitaine (Angleterre U 2 fois, Espagne)